# Alexandre Gallo
Alexandre Tadeu Gallo, genannt Gallo, (* 29. Mai 1969 in Ribeirão Preto) ist ein brasilianischer Fußballtrainer und ehemaliger -spieler.

## Karriere
Gallo gewann in seiner Karriere verschiedene nationale sowie internationale Meisterschaften. Von 2013 bis 2015 betreute er Nachwuchsmannschaften der Nationalauswahl. Nach der Fußball-Weltmeisterschaft 2014 im eigenen Land, war er kurze Zeit auch als Trainer für die A-Nationalmannschaft im Gespräch. 2018 war er als Sportdirektor bei Atlético Mineiro tätig.
Im Januar 2020 wurde Gallao als Trainer des AD São Caetano bekannt gegeben. Der Klub schied im September in der Série D 2020 in der Vorrunde aus. Gallo führte São Caetano am 12. Oktober im Finale Staatsmeisterschaft von São Paulo Série A2 gegen den EC São Bento zum Sieg. Am selben Tag noch gab er seinen Rücktritt bekannt. Als Grund nannte er fehlender Gehaltszahlungen und Unruhe in der Klubführung.
Zum Start der Saison 2021 gab der Botafogo FC (SP) die Verpflichtung von Gallo bekannt. Der Klub war als 19. aus der Série B 2020 abgestiegen. Für Gallo war es eine Art Heimkehr. Bei dem Klub schaffte er 1986 den Sprung vom Nachwuchs- zum Profispieler und spielte dort bis 1991. Am 1. April 2021 wurde seine Entlassung bei Botafogo bekannt, nachdem er mit der Mannschaft ungenügende Ergebnisse erzielt hatte.
Am 13. April 2021 gab der Santa Cruz FC seine Einstellung bekannt. Er solle die Mannschaft in der Série C 2021 betreuen. Am 26. April, nach zehn Tagen vor Ort, beendete Gallo seine Tätigkeit bei dem Klub wieder. Der Klub verklagte ihn daraufhin wegen Vertragsbruch auf eine Zahlung von 100.000 Real. Gallo verweigerte eine Zahlung mit der Begründung, dass diese mit ausstehenden Zahlungen zu verrechnen sei. Diesem wurde wiederum von Santa widersprochen.
Im September 2022 gab der Cianorte FC bekannt, Gallo als Trainer für 2023 verpflichtet zu haben. Zu seiner Zielsetzung wurde die Qualifizierung für die Série D 2022 und den Copa do Brasil 2023, durch eine erfolgreiche Teilnahme an der Staatsmeisterschaft von Paraná, genannt. Die Zielsetzungen wurden nicht erfüllt, bereits im März 2023 nahm Gallo beim Londrina EC die Position des Trainers ein. Nach fünf Spielen, in denen es zu vier Niederlagen kam, wurde er am 10. Mai wieder entlassen.
Ab August 2023 arbeitete Gallo für Santos als technischer Koordinator. Im Februar 2025 kehrte zum Botafogo FC (PB) zurück, um dort die Position eines CEO einzunehmen. Der zwischenzeitlich in eine Sociedade Anônima do Futebol (SAF), ein wirtschaftliches Fußball-Unternehmen, umgewandelt worden. Er bekam die Verantwortung für die gesamte Geschäftsführung der professionellen Struktur des Vereins. 

## Erfolge

### Als Spieler
Santos
- Copa Denner: 1994
- Copa Verão: 1996

São Paulo
- Staatsmeisterschaft von São Paulo: 1998

Atlético Mineiro
- Staatsmeisterschaft von Minas Gerais: 1999, 2000
- Three Continents Cup (Vietnam): 1999

Corinthians
- Staatsmeisterschaft von São Paulo: 2001

### Als Trainer
Sport
- Staatsmeisterschaft von Pernambuco: 2007

Internacional
- Recopa Sudamericana: 2007

Figueirense
- Staatsmeisterschaft von Santa Catarina: 2008

Al-Ain
- UAE Arabian Gulf League: 2011

U-20 Nationalmannschaft
- Turnier von Toulon: 2013, 2014
- Torneo Internacional de Fútbol Sub-20 de la Alcudia: 2014

São Caetano
- Staatsmeisterschaft von São Paulo - Série A2: 2020